# Ranunculeae
Ranunculeae, tribus žabnjakovki, dio potporodice Ranunculoideae. Tipični je kozmopolitski rod žabnak, Ranunculus,  sa 1707 vrsta (1735 po Kewu). Žabnjaci su vodeno jednogodišnje raslinje i trajnice

## Rodovi
1. Kumlienia Greene (1 sp.)
2. Callianthemoides M. Tamura (1 sp.)
3. Peltocalathos M. Tamura (1 sp.)
4. Hamadryas Comm. ex Juss. (5 spp.)
5. Cyrtorhyncha Nutt. ex Torr. & A. Gray (1 sp.)
6. Beckwithia Jeps. (1 sp.)
7. Oxygraphis Bunge (8 spp.)
8. Paroxygraphis W. W. Sm. (1 sp.)
9. Halerpestes Greene (9 spp.)
10. Arcteranthis Greene (1 sp.)
11. Trautvetteria Fisch. & C. A. Mey. (3 spp.)
12. Ficaria Guett. (7 spp.)
13. Coptidium (Prantl) Á. Löve & D. Löve ex Tzvelev (2 spp.)
14. Myosurus L. (9 spp.)
15. Ceratocephala Moench (3 spp.)
16. Laccopetalum Ulbr. (1 sp.)
17. Krapfia DC. (8 spp.)
18. Ranunculus L. (1707 spp.)